# Боргезе, Пьетро Мария
Пьетро Мария Боргезе (итал. Pietro Maria Borghese; 1599, Сиена, Великое герцогство Тосканское — 15 июня 1642, Рим, Папская область) — итальянский куриальный кардинал. Кардинал-дьякон с 7 октября 1624, с титулярной диаконией Сан-Джорджо-ин-Велабро с 13 ноября 1624 по 24 августа 1626. Кардинал-дьякон с титулярной диаконией Санта-Мария-ин-Козмедин с 24 августа 1626 по 19 декабря 1633. Кардинал-дьякон с титулярной диаконией pro hac vice Сан-Кризогоно с 19 декабря 1633 по 15 июня 1642. 